# Segunda División B
Segunda División B este a treia competiție profesionistă de fotbal ca importanță din Spania.

## Campioni
Începând cu anul 2009, cei doi câștigători ai playoff-ului pentru câștigători de grup au jucat finala pentru a decide campionul Segunda División B. În  'bold' , campioni care au promovat la Segunda División.
| An      | Grupa I              | Grupa II             | Grupa III         | Grupa IV         | Alte echipe promovate                 |
| ------- | -------------------- | -------------------- | ----------------- | ---------------- | ------------------------------------- |
| 1977–78 | Racing Ferrol        | Almería              | N/A               | N/A              | Algeciras, Castilla                   |
| 1978–79 | Palencia             | Levante              | N/A               | N/A              | Gimnàstic, Oviedo                     |
| 1979–80 | Barakaldo            | Linares              | N/A               | N/A              | Ceuta, Atlético Madrileño             |
| 1980–81 | Celta                | Mallorca             | N/A               | N/A              | Córdoba, Deportivo                    |
| 1981–82 | Barcelona B          | Xerez                | N/A               | N/A              | Cartagena, Palencia                   |
| 1982–83 | Athletic B           | Granada              | N/A               | N/A              | Algeciras, Tenerife                   |
| 1983–84 | Sabadell             | Lorca                | N/A               | N/A              | Calvo Sotelo, Logroñés                |
| 1984–85 | Sestao               | Rayo Vallecano       | N/A               | N/A              | Albacete, Deportivo Aragón            |
| 1985–86 | Figueres             | Xerez                | N/A               | N/A              |                                       |
| 1986–87 | Tenerife             | N/A                  | N/A               | N/A              | Lleida, Granada, Real Burgos          |
| 1987–88 | Eibar                | CFJ Mollerussa       | Salamanca         | Alzira           |                                       |
| 1988–89 | Athletic B           | Palamós              | Atlético B        | Levante          |                                       |
| 1989–90 | Avilés               | Lleida               | Albacete          | Orihuela         |                                       |
| 1990–91 | Real Madrid B        | Racing Santander     | Badajoz           | Barcelona B      | Compostela, Mérida                    |
| 1991–92 | Salamanca            | Sant Andreu          | Cartagena         | Marbella         | Badajoz, Lugo, Villarreal             |
| 1992–93 | Leganés              | Alavés               | Murcia            | Las Palmas       | Hércules, Toledo                      |
| 1993–94 | Salamanca            | Alavés               | Gramenet          | Extremadura      | Getafe, Ourense                       |
| 1994–95 | Racing Ferrol        | Alavés               | Levante           | Córdoba          | Almería, Écija, Sestao                |
| 1995–96 | Las Palmas           | Sporting B           | Levante           | Jaén             | Atlético Madrid B, Ourense            |
| 1996–97 | Sporting B           | Aurrerá              | Gimnàstic         | Córdoba          | Elche, Jaén, Numancia, Xerez          |
| 1997–98 | Cacereño             | Barakaldo            | Barcelona B       | Málaga           | Mallorca B, Recreativo de Huelva      |
| 1998–99 | Getafe               | Cultural Leonesa     | Levante           | Melilla          | Córdoba, Elche                        |
| 1999-00 | Universidad LPGC     | Gimnástica           | Gandía            | Granada          | Jaén, Murcia, Racing de Ferrol        |
| 2000–01 | Atlético B           | Burgos               | Gramenet          | Cádiz            | Gimnàstic, Ejido, Xerez               |
| 2001–02 | Barakaldo            | Barcelona B          | Real Madrid B     | Motril           | Almería, Compostela, Getafe, Terrassa |
| 2002–03 | Universidad LPGC     | Real Unión           | Castellón         | Algeciras        | Cádiz, Ciudad de Murcia, Málaga B     |
| 2003–04 | Pontevedra           | Atlético B           | Lleida            | Lanzarote        | Gimnàstic, Racing de Ferrol           |
| 2004–05 | Real Madrid B        | Ponferradina         | Alicante          | Sevilla B        | Castellón, Hércules, Lorca            |
| 2005–06 | Universidad LPGC     | Salamanca            | Badalona          | Cartagena        | Las Palmas, Ponferradina, Vecindario  |
| 2006–07 | Pontevedra           | Eibar                | Alicante          | Sevilla Atlético | Córdoba, Racing de Ferrol             |
| 2007–08 | Rayo Vallecano       | Ponferradina         | Girona            | Écija            | Alicante, Huesca                      |
| 2008–09 | Real Unión           | Cartagena            | Alcoyano          | Cádiz            | Villarreal B                          |
| 2009–10 | Ponferradina         | Alcorcón             | Sant Andreu       | Granada          | Barcelona B                           |
| 2010–11 | Lugo                 | Eibar                | Sabadell          | Murcia           | Alcoyano, Guadalajara                 |
| 2011–12 | Real Madrid Castilla | Mirandés             | Atlético Baleares | Cádiz            | Lugo, Ponferradina                    |
| 2012–13 | Tenerife             | Alavés               | L'Hospitalet      | Jaén             | Eibar                                 |
| 2013–14 | Racing Santander     | Sestao River         | Llagostera        | Albacete         | Leganés                               |
| 2014–15 | Oviedo               | Huesca               | Gimnàstic         | Cádiz            | Bilbao Athletic                       |
| 2015–16 | Racing Santander     | Real Madrid Castilla | Reus Deportiu     | UCAM Murcia      | Cádiz, Sevilla Atlético               |
| 2016–17 | Cultural Leonesa     | Albacete             | Barcelona B       | Lorca FC         |                                       |